# 直江津運輸区
直江津運輸区（なおえつうんゆく）は、かつて存在した新潟県上越市にあった東日本旅客鉄道（JR東日本）新潟支社の運転士・車掌が所属する組織である。主に直江津駅を発着する列車を担当した。
現在はえちごトキめき鉄道直江津運転センターであり、同住所はえちごトキめき鉄道の本社所在地でもある。引き続き乗務員配置区所としての役割を担っている他、同社の車両基地としてET127系電車とET122形気動車が配置されている。JR東日本の車両も運用間合いに入庫することがある。

## 官営鉄道における歴史
信越線での貨物・旅客用機関車および乗務員配置区所として設置された直江津機関庫が発祥である。
1970年代からの無煙化によるディーゼル機関車の導入、電化による電車・電気機関車の導入により、当機関区の蒸気機関車は運用を失った。1969年9月には、蒸気機関車の配置がなくなった。
運輸区廃止時は運転士・車掌が所属するほか、車両の仕業検査を受け持ってた。構内に多数の側線を有し、直江津メンテナンスセンター等を併設していた。
2015年3月14日に北陸新幹線の長野駅から金沢駅までが開業したことに伴い、北陸本線及び信越本線の長野方が並行在来線として経営分離し、直江津駅を含めた担当エリアの多くがえちごトキめき鉄道へ移管された。このため長岡運輸区に統合される形で廃止され、併設していた新潟電力技術センター、新潟信号通信技術センター、新潟土木技術センターは柏崎へ移転、直江津メンテナンスセンターは廃止のうえ柏崎に保線技術センターを設置することとなった。設備等はえちごトキめき鉄道にそのまま譲渡された。

### 年表
- 1894年（明治27年）8月：直江津機関庫が発足[6]。
- 1911年（明治44年）：信越線（直江津 - 名立）[7]開業に先立ち、22線扇形庫を新設[8]。
- 1936年（昭和11年）：管轄が名古屋鉄道局から新潟鉄道局に変更され、直江津機関区に改称[9]。
- 1985年（昭和60年）3月14日：直江津客貨車区を廃止し、直江津機関区に統合[10]。
- 年代未詳：直江津運転区に改称。
- 1997年（平成9年）2月5日 - 直江津車掌区と直江津運転区を統合し、直江津運輸区発足。
- 2015年（平成27年）3月14日 - 北陸新幹線（長野～金沢）開業に伴い、廃止。設備はえちごトキめき鉄道へ譲渡[5]、組織は長岡運輸区へ統合された[4]。

## 所属車両

### 直江津機関区時代
- 蒸気機関車
- 700形 -（在籍1931年）
- 2100形 -（在籍1931年）
- 2120形 -（在籍1931年-1955年）
- 2400形 -（在籍1931年）
- 9600形 -（在籍1931年-1939年、1951年、1955年-1963年）
- D50形 -（在籍1931年-1963年）
- 8620形 -（在籍1939年、1949年、1965年）
- C50形 -（在籍1939年）
- C58形 -（在籍1941年）
- D51形 -（在籍1941年-1963年）
- C51形 -（在籍1943年-1957年）
- C57形 -（在籍1951年-1963年）
- C12形 -（在籍1957年-1963年）
- 「国鉄動力車配置表』1931年より1965年までの1945年を除く隔年分から『世界の鉄道』1967年、朝日新聞社
- ディーゼル機関車
- DD15形 -（在籍1965年-1969年）
- DD14形 -（在籍1967年）
- 「国鉄動力車配置表』1931年より1969年までの1945年を除く隔年分から『世界の鉄道』1970年、朝日新聞社